# Retenční nádrž

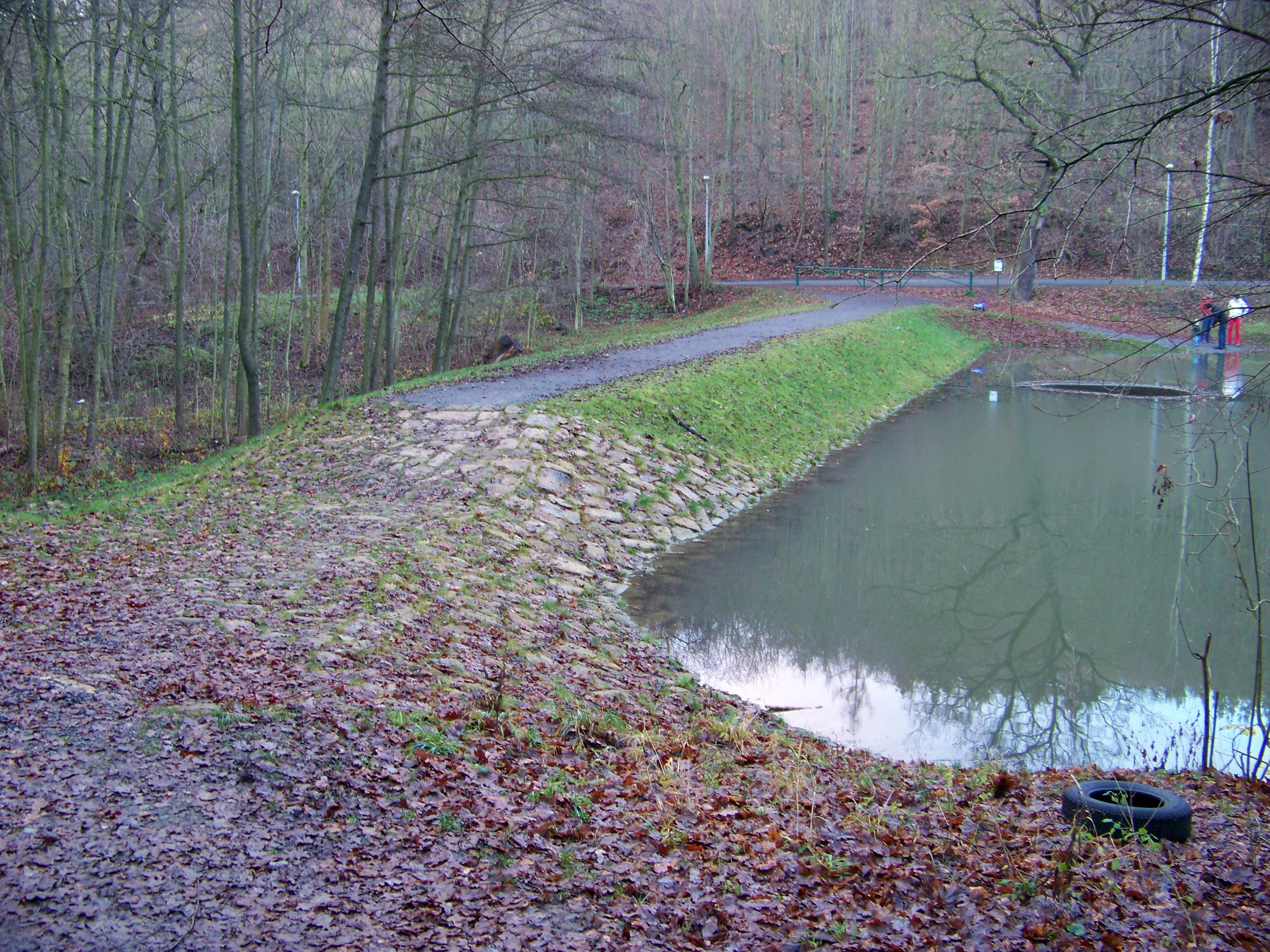
Retenční nádrž

Retenční nádrž slouží pro zadržení určitého množství dešťové vody na určitou dobu, před vypuštěním do kanalizace nebo vodního toku. Chrání kanalizační systém nebo vodní tok před zahlcením srážkovou vodou z přívalových dešťů. Retenční nádrž je nejčastěji budována při průmyslových objektech a velkých zpevněných plochách.